# Votkinská přehradní nádrž
Votkinská přehradní nádrž (rusky Воткинское водохранилище) je přehradní nádrž na území Udmurtské republiky a Permského kraje v Rusku. Má rozlohu 1120 km². Je 365 km dlouhá a maximálně 9 km široká. Průměrná hloubka je 8,4 m. Má objem 9,4 km³.

## Vodní režim
Přehradní nádrž na řece Kamě za přehradní hrází Votkinské vodní elektrárny byla naplněna v letech 1962-64. Úroveň hladiny kolísá v rozsahu 4 m. Reguluje sezónní kolísání průtoku.

## Využití
Využívá se pro energetiku a vodní dopravu. Je zde rozvinuté rybářství (cejni, štiky, candáti, jelci). Na břehu leží města Perm, Krasnokamsk, Nytva, Ochansk, Osa, Čajkovskij.